# 竹内三統流
竹内三統流（たけのうちさんとうりゅう）は、熊本藩で伝承されていた柔術を中心とした日本武術の流派。

## 流儀概略
竹内三統流は、以下の3系統の竹内流を学んで開かれた事から名付けられた流儀である。
- 廣英が、実父の矢野仙右衛門親英より学んだ小林善右衛門（竹内流2代・竹内久勝の弟子）の系統
- 廣英が、実父の矢野仙右衛門親英より学んだ荒木無人斎秀縄（竹内流3代・竹内久吉の弟子）の系統
- 廣則が、竹内流の宗家である作州（後の岡山県北部）の竹内家で学んだ竹内流。

## 歴史
江戸時代後期の天保12年（1841年）、九州の熊本藩の体術師役（柔術指南役）であった矢野彦左衛門廣英が、家伝の武術である竹内流をもとに「竹内三統流」という、柔術を中心とした武術流儀を開いた。その後、竹内三統流は、廣英の子息である矢野司馬太廣則、廣英の娘婿である矢野権之助廣次と継承された。
竹内三統流の家元であった矢野家には、廣英の手による「竹内三統流開基の書」と呼ばれる紙片が現存しており、これに「（竹内流の）三統より傳を受け、三傳を一致とし、一派を開基致し候」と記されている。
また、矢野家は親英の代より新心無手勝流居合も伝えていた。
明治35年（1902年）、旧熊本藩の体術師役であった四天流の星野九門の呼びかけにより、熊本藩で伝承されていた柔術6流を統合し肥後流体術とする協議に、竹内三統流の矢野廣次も参加した。
矢野道場は、星野道場（四天流組討、伯耆流居合術、楊心流薙刀術）、江口道場（扱心流体術）と並ぶ肥後柔術三道場の一つとされ、大いに栄えた。明治42年（1909年）頃、道場の維持が困難であることから、3道場で協議の結果、3道場同時の閉鎖を考えるが、門弟らの反対により、閉鎖されなかった。
竹内三統流は、第二次世界大戦後の昭和30年（1955年）頃まで熊本県を中心に伝承され、当地の多くの若者を育んだ。その後、昭和40年代に指導者が絶えてしまい、現存していないと考えられている。現在、開祖・矢野廣英の記録、師範代見・黒川秀義の昭和10年頃の著書、師範・島田秀誓の著書『肥後伝来の武術 竹内三統流柔術』などの資料をもとに、 竹内三統流を復元稽古する団体が活動している。 

## 内容
竹内三統流では、天保12年（1841年）の流儀創始時に定められた目録がその後も大きな改変がされることなく百年以上に渡って伝承されてきた。その目録体系の内容（修業階梯の全体像）を以下に記述する。 

### 初伝
- 専手（十二手）
竹内三統流の入門技法で表とも言われる。立術に属し十二手ある。
拳返、車返、手入、胸入、胸返、切落
小手返、裏之投、腰返、襟返、脇詰、後詰
- 体之曲尺（三手八趣）
「たいのかね」と読む。返とも言われる。「すくい投げ」の体系で立術に属し三手八趣ある。
体之曲尺は一二年修行した者に指導される。
一手終わっても別れず直ちに次の手に移るのを法としていた。仕掛は常に相手から行うが投げられるものは必ずしも相手のみではなく捕手が投げられて受手となることもあった。
向返（二手）、横返（四手[1][2]）、後返（二手[3][2]）
- 乱捕
専手が教授された後に乱捕稽古を行った。乱捕には専手と体之曲尺を使用することと定められていた。左右の区別があるものは左右の業を習得することを要求していた。指導する先輩を元立、指導される者を相手と称する。
投げたから勝ちではなく投げられたから負けでもなく稽古は業を修錬し自分のものにするために幾百度と行う。体の自在と業の要点要領の体得に努める。
初歩の場合は元立が業の名称を唱え、相手はその業の名称に従って業を掛け、元立は業に掛かって倒れる。元立は相手の修得の程度に応じて稽古に手加減を加え指導する。元立が業の名前を言って直ちに襲い掛かるのを相手は間髪を入れずにそれに応じて既に教えられている方法で元立を倒す。乱捕稽古であるので掛ける業の順序は専手で教わった順序ではなく元立の自由裁量に任されていた。故に入門時に教えられた専手の全ての業について十分要点を会得していなければならなかった。各業に精通せず要領が悪い時は元立は業に掛からない。その時は訂正して相手に教えた。
修行の進んだ者に対しては、元立の方から業の名前を読呼んで掛かって相手を投げる。竹内三統流では必ず掛ける業名を発声すると定められており、この練習中に業名と業と実働を結びつけることになっていた。業の習得には厳正な定めがあって少しの誤差も許されなかった。正しく要点を習得していなければ臨機応変の動作ができないとされていた。
入門してニ三年になる門人には元立は掛ける業名を言わず、いきなり業をほどこし倒し掛かる。この中には臨機応変の業が多々出てくるとされる。
- 居業捕（十手）
こちらから先手を取る技の体系。座り技で稽古する。
両手引、脇詰、浪越、片羽詰、肩投、夢之浮橋、御意捕、後詰、鹿之一足、𩋙詰

### 中極意
- 中極意清眼（五手）
小太刀術。小太刀で太刀を捌く。
太刀落、攻落、逆投、小手捕、四手捕
- 中極意腰廻捕（六手）
座り技の体系。（竹内流での「腰廻」は小太刀を用いる技法であるが、竹内三統流では武器を使わない。）
髪返、四手詰（奏者捕）、片羽返、花車、浮木、追投
- 小具足捕（十三手）
小太刀を用いる武技の体系。
朊搦、向返、右剣返、左剣返、投、夢之枕、浮舟、柄返、膝詰、鏢返、胸返、向詰、大詰
- 打合捕（五手）
鉄扇・十手を用いて小太刀を捌く技法。立ち技。この段階を修得すると「小具足腰廻」目録を授与されていた。
陽剣、陰剣、虎走、猪掛、熊詰

### 奥伝
- 甲身捕（十二手）
これより奥伝の段階。具足着用を想定した技法。
腰詰、磯之波、脇詰、流水、車、前搦、後搦、甲返、組詰、遠山、向要、谷風
- 死活
当身に関する修業課題。十四種の急所に関する学習。
星合、人中、毒鈷、幼、陰月、松風、村雨、水月、心腧、電光、上八枚、月蔭、稲妻、釣鐘
- 活中り
活法。仮死状態にある者を蘇生させる術。
真闇、行則、草則、溺、縊
- 極意二十三箇条
敵に向う際の心得。口伝の内容を筆記したもの。
乱勝（乱投）、戸入、楯詰、石火、鉄砲捕、向身、三先、霞、縛、陰陽火、間積、目付、息合、虚実、放心、残心、三箇、五箇、甲身、死活、変化、捕語、太刀合
- 斉手八箇条（八手）
竹内久勝が諸国武者修行時に工夫した剣術の技法。（竹内流では剣術を「斎手」という。竹内三統流では「斉手」と表記する。）
殺詰、玄番留、監物留、中村留、捕語、捕亡、差投、田原留
- 後捕脇捕（四手） 
君不知、夢之投、肩投、𩋙啓

### 神伝
- 神伝五件捕手（五手）
竹内流の「神伝捕手五手」と異同がある。
立合、居合、込添、風呂詰・付 武者搦、高上位
- 印加必勝伝六箇条（六手）
必勝五ヶ条、三ヶ大秘。
鎧組、甲返、突手、身之剣、鷲落、惣真久里

### 捕縄
- 捕縄
六寸縄ノ事、早縄ノ事、捕者ノ事、三尺縄ノ事、乱心者殿中ニテ捕様ノ事、死人運ノ事、奏者捕ノ事、小道橋上心得ノ事